# Pallars
 (janvier 2023).
Si vous disposez d'ouvrages ou d'articles de référence ou si vous connaissez des sites web de qualité traitant du thème abordé ici, merci de compléter l'article en donnant les références utiles à sa vérifiabilité et en les liant à la section « Notes et références ».
Le Pallars est un territoire historique de Catalogne, constitué par le bassin de la rivière Noguera Pallaresa, situé entre les Pyrénées et la montagne du Montsec, dans la province de Lérida. Sa capitale historique est Sort.

## Présentation
Dans la division comarcale locale établie en 1936, le territoire du Pallars a été subdivisé entre les régions du Pallars Sobirà (la zone septentrionale), avec comme capitale Sort, et du Pallars Jussà (la méridionale), avec comme capitale Tremp. Dans cette division, la vallée de la Noguera Ribagorzana de la province de Lérida a été ajoutée à la région du Pallars Jussà. La division locale de 1988 sépara ce territoire du Pallars Jussà, et lui octroya le statut de comarque sous le nom de Alta Ribagorça (Alta Ribagorza en espagnol), avec comme chef-lieu El Pont de Suert.